# Односи Србије и Египта
Односи Србије и Египта су инострани односи Републике Србије и Арапске Републике Египта.

## Историја односа
Дипломатски односи Србије и Египта су започети 1908. године када је у Каиру отворен конзулат Краљевине Србије. Након што је Египат стекао независност, 1922. године конзулат је подигнут на ниво генералног конзулата, а 1926. године је подигнут на ниво посланства; за првог отправника послова Краљевине Срба, Хрвата и Словенаца у Египту изабарн је Јован Дучић. Уважавајући Дучићеве напоре да успостави боље односе између Египта и Краљевине СХС, краљ Фуад I му је 1931. године уручио Орден Нила у степену високог официра који је махом био резервисан за британске официре и званичнике који су служили у Египту и знамените Египћане који су помогли овој држави.

### Период ФНРЈ и СФРЈ
Дипломатски односи нису почели најбоље након завршетка Другог светског рата. У тренутку када Ешреф Бадњевић ступа на место посланика новонастале социјалистиче Југославије у Каиру 1946. године, Египат још увек није признао ФНРЈ као државу. Сам Бадњевић је био скептичан по питању односа његове државе и Египта, а у телеграмима упућеним Београду је власти у Египту описивао као "колонијалну владу". Први већи проблеми се јављају већ у мају 1948. године са проглашењем Израела као државе зато што је Југославија под притиском Совјетског Савеза признала Израел као независну државу, док му је Египат заједно са осталим арапским државама у региону објавио рат. Међутим, стање у билатералним односима се поправља ускоро након раскола између руководства Југославије и Совјетског Савеза те исте године.
Раскол између Тита и Стаљина 1948. године је значио да је Југославија могла да развија блискоисточну политику какву је она желела без уплитања Совјета. Због тога су се односи са Египтом побољшали у наредном периоду. Но, праву прекретницу у развоју односа је представљао државни удар Слободних официра којим је 1952. године смењен краљ Фарук I и успостављена нова власт чији су се циљеви поклапали са циљевима Југославије. Због тога се у наредном периоду настављају добри односи, који постају још бољи након што је Гамал Абдел Насер преузео власт од дотадашњег председника, Мухамада Нагиба. Због односа који су постојали све бољи, тадашњи представник у Каиру Марко Никезић је предложио да се вође двеју држава сусретну, што се и догодило на палуби Галеба у Суецком каналу 5. фебруара 1955. године. Састанак је помогао да приближи вође јер се на њему говорило о истим проблемима које њихове државе имају, због чега су обе стране изразиле жељу за даљом сарадњом, што се и обистинило - након састанка је дипломатскa мисијa СФРЈ у Каиру подигнутa на ниво амбасаде, успостављена је директна авио линија између Београда и Каира, у Београд је дошла мисија из Египта у којој је био и министар трговине Хасан Мареј ради испитивања могућности даље економске сарадње, а крајем те године Тито долази у прву званичну посету Египту и дочекује Нову годину у Луксору.
Новоуспостављено пријатељство Југославије и Египта је стављено на пробу већ 1956. године када је Израел напао Египат и започео рат око контроле Суецког канала. Југославија је осудила напад и критиковала Израел, као и Уједињено Краљевство и Француску који су исто напали Египат током Суецског рата, критикујући их чак и на Савету безбедности Уједињених нација, што је уздрмало дипломатске односе са овим државама. Југославија је стала уз Египат и током Шестодневног рата, за чије избијање је кривила Израел што је довело до тога да Израел и Југославија прекину дипломатске односе. Не само да је Југославија бранила Египат и осуђивала нападе, већ је и помагала. Слала је лекове, храну, новац, а током Суецке кризе је на Синају био присутан и одред ЈНА као део мировних снага које су Уједињене нације оформиле.

### Покрет несврстаних
Успостављању добрих односа између Југославије и Египта је помогло и то што су ове државе биле једне од оснивача Покрета несврстаних. Тито је наглашавао важност сарадње неразвијених и недовољно развијених држава још током првог састанка са Насером 1955. године. О томе су поново разговарали 1956. године на Брионима на састанку коме је присуствовао и Џавахарлал Нехру, први премијер Индије. Тито је чак први пут јавно изнео предлог да се организује конференција вођа несврстаних држава током састанка са Насером у Каиру 1961. године, а њих двојица су заједно саставили позивно писмо упућено вођама несврстаних држава да дођу на заједнички састанак у Каиру, који је одржан током јуна те године и на ком је договорено да се одржи Прва конференција Покрета несврстаних у Београду у септембру те године; друга конференција је одржана у Каиру током октобра 1964. године што показује важност ових држава у оснивању Покрета несврстаних.

### 21. век
Председник Египта Абдел Фатах ел Сиси био је у тродневној посети Србији са привредном делегацијом 19. јула 2022.

## Привредна сарадња
- У 2020. години укупна робна размена износила је 102,8 милиона УСД. Од тога извоз из Србије вредео је 38,1 милион, а увоз 64,6 милиона долара.
- У 2019. размењено је укупно роба вредних 107 милиона долара. Извоз из наше земље вредео је 44 милиона, а увоз 63 милиона УСД.
- У 2018. години укупна робна размена вредела је 80 милиона УСД. Од тога извоз из РС 42 милиона, а увоз 38 милиона долара.[4][5]

## Дипломатски представници

### У Београду
- Басел Салах, амбасадор, 2022-[3][6]
- Амр Алгувејли, амбасадор, 2018-2022
- Азудин Фахим, амбасадор, 2015-2018
- Минха Бахум, амбасадор, 2013-2015
- Али Гелал Басјуни, амбасадор, 2009-2013
- Адил Нагиб, амбасадор, 2005-2009
- Басим Халил, амбасадор, 1999-2003
- Ашраф Акл, отправник послова, 1999
- Хани Хилаф, амбасадор, 1997-1999
- др Хусаин Абделхалик Хасуна, амбасадор 1989-1992[7]
- Фуад Шукри, амбасадор
- Мамдух Абдел Разек, амбасадор
- Гамал Ел Ди Мансур, амбасадор
- Мухамед Мурад Галеб, амбасадор, 1974-1977
- Сеад Афра, амбасадор
- Јехиа А. Кадер, амбасадор УАР
- М. Абоузеид, амбасадор УАР
- Хасан Рагаб, амбасадор, 1961-1962
- Хусеин Рухди, амбасадор

### У Каиру
Амбасада Републике Србије у Каиру (Египат) радно покрива Палестину, Судан и Оман.
- Мирослав Шестовић, амбасадор, 2022-
- Југослав Вукадиновић, амбасадор, 2018-2021
- Драган Бисенић, амбасадор, 2011-2017
- Дејан Васиљевић, амбасадор, 2006-2011
- Радојко Богојевић, амбасадор, 2002-2006
- Душан Симеуновић, амбасадор
- Иван Ивековић, амбасадор, 1989-1991
- Милан Зупан, амбасадор, 1985-1989
- Лазар Живуљ, амбасадор, 1981-1985
- Александар Божовић, амбасадор, 1977- 1981
- Аугустин Папић, амбасадор, 1973-1977
- Михаило Јаворски, амбасадор, 1969-1973 (до 1971. у Уједињеној Арапској Републици)
- Данило Лекић Шпанац, амбасадор, 1967-1969 (УАР)
- Салко Фејић, амбасадор, 1963-1967 (УАР)
- Јоже Брилеј, амбасадор, 1961-1963 (УАР)
- Рато Дугоњић, амбасадор, 1959-1961 (УАР)
- Јосип Ђерђа, амбасадор, 1956-1958 (од 1958. године у Уједињеној Арапској Републици)
- Марко Никезић, амбасадор, 1953-1956
- Милан Ристић, посланик, 1950-1952
- Милош Московљевић, посланик, 1949-1950
- Шахинпашић, посланик
- Ешреф Бадњевић, посланик, 1946-1947
- Милан Мартиновић, посланик, 1944-1945
- Љубомир Хаџи-Ђорђевић, посланик, -1944
- Милоје Смиљанић, краљевски посланик, 1941-
- Бранко Аџемовић, краљевски посланик, 1939-1941
- Иван Вукотић, посланик, 1938-
- Владислав Марковић, отправник послова, 1936-
- Антон Новачан, отпр. послова, 1932-1933
- Јован Дучић, отпр. послова, 1926-1927 и 1930- 1931
- Слободан Гођевац, секретар, 1927-
- Димитрије Групчевић, заступник генералног конзула, -1926
- Милош М. Богићевић, отпр. послова, 1914-1915
- Бошко Чолак-Антић, дипломатски заступник, 1908-1912
- Јован Јовановић Пижон, дипл. заступник, 1907.
- Панта Гавриловић, агент